# Marina de Zarzeczewo

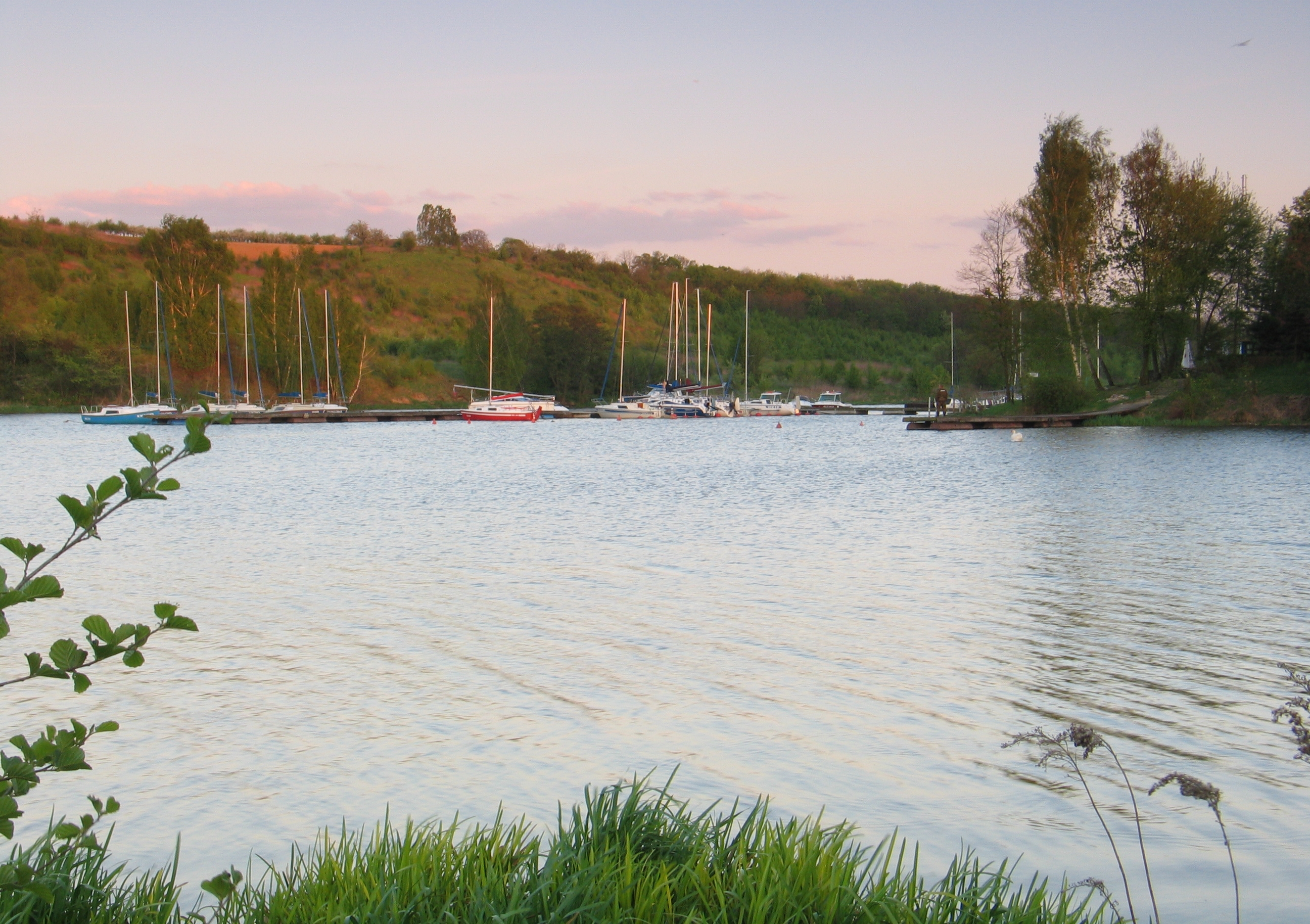
Lagoa em Zarzeczewo

A Marina de Zarzeczewo é um  porto náutico em Włocławek na margem direita do Vistula (do Lago de Włocławek; km 672,5) ficando no bairro Zawiśle, residencial Zarzeczewo, perto da aldeia Zarzeczewo. Ao pequeno golfo, onde fica uma marina, deságua o rio Chełmiczka e corrente Święty Strumień. Antes de acumulacao de agua, perto de Zarzeczewo estendeu-se no Vistula uma mata ciliar de um quilômetro do comprimento. O golfo, na forma de hoje, foi criado por causa da construção da barragem em Włocławek e criação do maior lago artificial na Polônia.
Em 1973 foi iniciada a realização duma iniciativa chamada “Abrigo em Zarzeczewo”. Oficialmente em 1975 mas praticamente em 1976 entrou em serviço o Centro de Desportos Aquáticos. Este projeto foi ligado desde início com o desenvolvimento de Zakłady Azotowe Włocławek (atual Anwil SA). No centro foi criada uma secção de náutico “Flauta”, conhecida nos anos seguintes como Yacht Club Azoty e hoje como Yacht Club Anwil. Desde de 1977 YCA regularmente organiza regatas entre quais a maior classificação tem Regata “Fita azul de Lagoa de Włocławek” Durante esta festa annual habitualmente aparece 80 iates e mais de 300 navegantes. Em Marina Zarzeczewo tomam lugar os cursos para grau de navegador e capitão de iate.